# Валентин Рожанц
Валентин Рожанц (Трата, код Шентвида, 8. фебруар 1895 — Љубљана, 13. октобар 1942) био је учесник Народноослободилачке борбе и народни херој Југославије.

## Биографија
Рођен је 8. фебруара 1895. године у селу Трата, општина Љубљана Шентвид. Отац му је био земљорадник, а бавио се и превожењем робе коњском запрегом. После основне школе изучио је обућарски занат. У време Првог светског рата, био је у саставу Седамнаесте пешадијске регименте „Крањски Јанези“. Првобитно је ратовао на руском, а после на италијанском фронту. Учествовао је у побуни у Јуденбургу. Године 1917, после гушења побуне, био је ухапшен и осуђен на смрт, а потом помилован.
После рата, запослио се у железничким радионицама у Дрављама, и веома брзо се од обућара преквалификовао у ливца. Ту је учествовао у штрајку железничара 1921. године. Годину дана раније, оженио се и преселио код супруге у селу Сподње Пирниче.
Радио је у ватрогасном друштву и Савезу планинара, а био је и одборник општине Шмартно. У време Шестојануарске диктатуре, 1929. одузет му је мандат на тражење имућних сељака и занатлија, јер је иступао против њих. Као општински одборник, био је у то време и старатељ браћи Мартину и Францу Розману, чији је отац нестао на руском фронту у време Првог светског рата.
После пожара у радионици у Дрављама, Рожанц је прешао у рад на Сисак. Тамо је, 1935. године, примљен за члана Комунистичке партије Југославије. Убрзо је постао секретар ћелије у ложионици железнице, а поред тога је политички деловао и у селу у којем је живио.
У време капитулације Југославије 1941, Рожанц је учествовао у скупљању оружја и муниције. Оружје је узимао на железничкој станици, кроз коју су пролазили многи возови с војском, наоружањем и муницијом. Сподње Пирниче су биле у њемачкој окупационој зони, а Ложионица у Љубљани, у италијанској зони. До почетка оружаног устанка, Рожанц је обављао курирске послове, одржавајући везу између руководства у Љубљани и организација у околини. Нацистичка полиција је намеравала да га ухапси око 20. августа 1941, али им је побегао. Ухапсили су му супругу, али су је у октобру пустили. Тада су Рожанц и супруга прешли демаркациону линију и отишли у Љубљану.
Рожанц се у Љубљани сместио код Петра Ромавха, секретара Комитета КП железничког чвора, чији је и он сам био члан. У Комитету је Рожанц углавном вршио курирске послове, преносећи материјал за потребе партизанских одреда.
Првог јуна 1942, италијанска полиција је случајно, или због неког потказивача, зауставила на улици Петра Ромавха, код кога је становао Рожанц. Приликом претреса стана, нашли су доста илегалног материјала. Тада су ухапсили и Рожанца са супругом. Ништа им нису могли доказати, па су њу послали у логор на Рабу, а Рожанца у Гонарс. У логору су га неки људи проказали, па је враћен у Љубљану и тамо саслушаван. Полицији није открио ништа.
У то време, 13. октобра 1942, у својој вили у Љубљани, убијен је бивши бан Дравске бановине, доктор Марко Натлачен, вођа словеначке Беле гарде. Италијански фашисти су још истог дана, за одмазду, пред његовом кућом, стрељали 24 талаца, међу њима и Рожанца. Према италијанском извештају, Рожанц након стрељања није одмах био мртав. Придигао се на колена и узвикнуо „Смрт фашизму!“. Тада му је један италијански официр испалио метак у главу.
Одлуком председника Федеративне Народне Републике Југославије Јосипа Броза Тита, 21. јула 1953. године, проглашен је за народног хероја.